# Когнитивне пристрасности
Когнитивне пристрасности се испољавају као систематска одступања исхода мишљења, суђења, закључивања, памћења и одлучивања од нормативних стандарда. Појединци стварају своју „субјективну друштвену стварност” на основу свог опажања примљених информација. Конструкција друштвене стварности појединца, а не објективно примљене информације, може утицати на његово понашање у друштву. Према томе, когнитивне пристрасности могу понекад довести до опажајног изобличења, непрецизне процене, нелогичног тумачења тј. оно што је опште  неразумно.
Неке когнитивне пристрасности су вероватно прилагодљиве. Штавише, дозвољавање когнитивних пристрасности омогућава брже доношење одлука, што је пожељно када је правовременост значајнија него тачност, као што је приказано у хеуристици. Друге когнитивне пристрасности су „нуспроизвод” ограничености људске способности обраде података, што је резултат недостатка одговарајућих менталних механизама (ограничен разум), или једноставно због ограниченог капацитета за обраду информација.
Током последњих шест деценија истраживања људског расуђивања и доношења одлука у когнитивној науци, социјалној психологији и бихевиоралној економији идентификован је списак когнитивних пристрасности који се непрекидно повећава. Когнитивне пристрасности су, поред бихевиоралне економије, предмет интересовања теорије одлучивања, теорије игара, еволуционе и когнитивне психологије.

## Преглед
Пристрасности произилазе из различитих поступака који се некад тешко разликују. То укључује:

- пречице за обраду информација (хеуристика)[8]
- бучна обрада информација (изобличење у поступку складиштења и преузимања сећања)
- ограничена способност обраде информације мозга[9]
- емоционалне и моралне мотивације[10]
- друштвени утицај[11]

Појам когнитивних пристрасности увели су Амос Тверски (енгл. Amos Tversky) и Данијел Канеман (енгл. Daniel Kahneman) 1972., њихов рад је истраживао пристрасности и неуспехе у разумном размишљању код људи приликом доношења одлука. У сарадњи са својим колегама показали су неколико различитих начина на које људске процене и одлуке одскачу од теорије разумности избора. Тверски и Канеман су објаснили људске разлике у процени и одлучивању у смислу хеуристике. Хеуристика укључује менталне пречице које обезбеђују брзе процене о могућности неизвесних догађаја. Људски мозак једноставно прорачунава хеуристику, али то некад доводи до "озбиљних и систематских грешака".
На пример, хеуристичка репрезентативност се дефинише као тежња да се „процени учесталост или вероватноћа” појављивања у догађају који је „сличан типичном догађају”. „Линдин проблем” илуструје хеуристичку репрезентативност. Учесницима је дат опис „Линде” који наговештава да би она могла бити феминисткиња (нпр. за њу се каже да ми богла бити забринута због дискриминације и питања друштвене неправде). Затим су их питали да ли сматрају да ће „Линда” бити пре: „а) банкарски благајник” или „б) банкарски благајник и активисткиња у феминистичком покрету”. Већина је одабрала одговор под б). Ова грешка (математички, одговор (б) не може бити вероватнији од одговора (а)) је пример „конјуктивне заблуде”. Тверски и Канеман тврде да су испитаници изабрали (б) јер је деловао „репрезентативније” или карактеристично за особе које би могле да се уклопе у опис „Линде”. Хеуристичка репрезентативност може довести до грешака као што су стереотипизација или погрешна процена других (Хаселтон стр. 726).

## Врсте когнитивних пристрасности
Пристрасности се могу разликовати по више критеријума. На пример,
- постоје пристрасности специфичне за групе, али и за појединце,
- неке пристрасности утичу на доношење одлука, где се у обзир узима пожељност опција,
- друге, попут илузорне корелације, утичу на суд о томе колика је вероватноћа неког догађаја или да ли једна ствар узрокује другу,
- карактеристична класа склоности, као што је пристрасност доследности, се одражава на меморију.[15]

Неке пристрасности одражавају мотивацију појединца. На пример, жеља за позитивном сликом о себи која води до егоцентричне пристрасности и избегавања неугодне когнитивне дисонанце. Друге склоности се јављају због посебног начина на који мозак опажа, ствара успомене и доноси закључке. Ова разлика се некад описује као „врућа спознаја” наспрам „хладне спознаје”, јер мотивисано расуђивање може укључивати стање узбуђења.
Међу „хладним” пристрасностима,
- неке се јављају због игнорисања релевантних информација (нпр. занемаривање вероватноће).
- неке укључују одлуку или закључак под утицајем небитних информација (нрп. ефекат уоквиравања; добијање различитих одговора за исти проблем, у зависности од тога како је описан).
- друге дају посебан значај неважним, али истакнутим одликама проблема (нпр. усидравање).

Чињеница да неке пристрасности одражавају мотивацију, нарочито мотивацију поседовања позитивног става према самом себи, објашњава то што су многе склоности самоусмерене и самоуслужне. Постоје и пристрасности у томе како субјекти оцењују групе којима припадају и оне којима не припадају; вредновање онога унутар сопствене групе као разноврсније и боље у многим аспектима, чак и када су те групе произвољно дефинисане (склоност припадној групи).

### Листа
Следећа листа садржи примере неких когнитивних пристрасности.
| Ефекат потврђивања                 | Тенденција особе да тражи или тумачи информације на начин који потврђује њене предрасуде. Такође, субјекат може одбацити информацију која није у складу са његовим мишљењем. Ефекат потврђивања је повезан са појмом когнитивне дисонанце. Појединац може смањити недоследност трагањем за информацијама које поново потврђују његове ставове.\|-   | Ефекат уоквиравања  | Склоност ка одабиру опција на основу тога да ли су оне представљене позитивном или негативном семантиком (нпр. као добитак или губитак). |                  | |
| Илузорна корелација                | - | Конјуктивна заблуда | - | Припадност групи | Склоност човека да фаворизује чланове групе којој припада, у односу на све друге који јој не припадају. |
| Пристрасност према веровању        | Тежња особе да прихвати аргумент који подржава закључак који је у складу са њеним уверењима, одбијајући контра аргументе. |                     | |                  | |
| Самоуслужна пристрасност           | Склоност ка узимању веће одговорности за успех, него за неуспех. Може се испољити и као тежња човека да двосмислене информације процењује на начин који би користио његовим интересима. |                     | |                  | |
| Склоност према афинитету           | Тежња особе да буде привржена људима попут ње. |                     | |                  | |
| Усидравање                         | Склоност субјекта да се приликом доношења одлука превише ослања на посебан део информација које су му на располагању, уместо да сагледа целокупну слику. Једном аспекту проблема се неоправдано придаје превелики значај. |                     | |                  | |
| Фореров ефекат или Барнамов ефекат | Тежња појединаца да високо оцене тачност описа њихове личности, који су наводно скројени специфично за њих, али су заправо довољно уопштени да се могу применити на широк спектар људи. Овај ефекат може пружити делимично објашњење за широку прихваћеност неких уверења, као што су астрологија, прорицање судбине и неке врсте тестова личности. |                     | |                  | |

## Практични значај
Велики број друштвених установа се заснива на способности појединца да доноси разумне одлуке, уз претпоставку да ће се сваки појединац понашати као савршено разумна особа. Заправо, сваки човек доживљава когнитивна ограничења као последицу пристрасности, хеуристике и ефекта уоквиравања.
Добар пример је суђење у које су укључени грађани, при којем се од поротника захтева занемаривање неважних карактеристика случаја, вагање релевантних чињеница на одговарајући начин, отворено размишљање о различитим могућностима и одупирање логичким грешкама попут аргумената из страсти. Психолошки експерименти који су показали различите пристрасности предлажу да људи често подбаце у овим критеријумима, и то врло систематично, усмерено, на начине који су предвидиви.
Когнитивне пристрасности се такође односе на постојање сујеверја, на велике друштвене проблеме као што су предрасуде и делују као препрека у прихватању научног, ненаслутивог сазнања, од стране јавности.

## Смањивање утицаја
Пошто проузрокују систематске грешке, когнитивне пристрасности се не могу надокнадити коришћењем мудрости технике маса за усредњавање одговора од неколико људи. Смањење пристрасности у процени и доношењу одлука је могуће путем подстицаја и тренинга. Ублажавање когнитивних пристрасности и измена когнитивних пристрасности су облици редукције специфично применљиве на когнитивне пристрасности и њихове ефекте. Предвиђање референтне класе је метода за систематично смањење пристрасности процене и одлука, на основу онога што је Данијел Канеман назвао спољашњим погледом.
Хаселтон (енгл. Haselton) наводи да садржај и правац когнитивних пристрасности није „произвољан” (стр. 730). Штавише, когнитивне пристрасности могу бити контролисане. Једна техника смањивања пристрасности има за циљ да подстицањем појединца на коришћење контролисане обраде, уместо аутоматске обраде смањи утицај когнитивних пристрасности. Смањење основне грешке приписивања и информисање учесника да ће бити одговорни за своја приписивања директно утиче на повећање тачног приписивања. Обука је такође показала да смањује когнитивну пристрасност.

## Чести теоретски узроци неких когнитивних пристрасности
- Ограничена разумност- ограничења оптимизације и рационализације
  - Теорија перспективе
  - Умни предрачун
  - Прилагодљиве пристрасности - заснивање одлука на основу ограничених информација и фаворизовати их на основу цене да не будемо у праву
- Замена атрибута - доношење тешких, сложњених процена тако што их несвесно замењујемо лакшим проценама[31]
- Теорија приписивања - проучава поступак којим људи долазе до узрочних објашњења [32]
  - Упадљивост
  - Лаковерни реализам
- Когнитивна дисонанцa и у сродству са тим:
  - Управљање утисцима
  - Теорија самоспознаје
- Хеуристика процене и доношења одлука обухвата:
  - Хеуритику доступности
  - Хеуристичка репрезентативност - процењивање вероватноће на основу сличности[33]
  - Хеуристика утицаја - заснивање одлука на основу емотивне реакције, а не на прорачуну ризика и користи[34]
- Неке теорије емоција као што су:
  - Двофакторна теорија емоција
  - Хипотеза о соматским маркерима[35]
- Илузија самоиспитивања
- Погрешно тумачење или злоупотреба статистике

## Појединачне разлике у пристрасности доношења одлука
Изгледа да људи имају стабилне појединачне разлике у њиховој подложности доношењу одлука као што су превелико самопоуздање, привремено дисконтовање и слепа тачка пристрасности. Међутим, ови стабилни нивои пристрасности унутар појединца се могу променити. Учесници у експериментима, који су гледали видео снимке тренинга и играли игре за смањење пристрасности, су показали средњу до високу редукцију како одмах тако и до три месеца касније у оној мери у којој су показивали осетљивост на шест когнитивних пристрасности: усидравање, слепа тачка пристрасности, пристрасност потврде, основна грешка приписивања, пристрасност пројекције и репрезентативност.